# Liste der Bodendenkmale in Wenzlow
Die Liste der Bodendenkmale in Wenzlow enthält alle Bodendenkmale der brandenburgischen Gemeinde Wenzlow und ihrer Ortsteile auf der Grundlage der Landesdenkmalliste vom 31. Dezember 2020.
Die Baudenkmale sind in der Liste der Baudenkmale in Wenzlow aufgeführt.
| Gemarkung      | Flur | Kurzansprache | Bodendenkmalnummer | Bemerkung | Bild |
| -------------- | ---- | --- | ------------------ | --------- | ---- |
| Boecke (Lage)  | 2    | Gräberfeld Bronzezeit | 31067              |           |      |
| Boecke (Lage)  | 1    | Dorfkern deutsches Mittelalter, Siedlung Eisenzeit, Siedlung Bronzezeit, Dorfkern Neuzeit                                         | 31068              |           |      |
| Wenzlow (Lage) | 3    | Gräberfeld Bronzezeit | 31069              |           |      |
| Wenzlow (Lage) | 2    | Gräberfeld Bronzezeit | 31070              |           |      |
| Wenzlow (Lage) | 3    | Dorfkern deutsches Mittelalter, Dorfkern Neuzeit, Einzelfund slawisches Mittelalter, Kirche deutsches Mittelalter, Kirche Neuzeit | 31071              |           |      |
| Wenzlow (Lage) | 7    | Dorfkern deutsches Mittelalter, Dorfkern Neuzeit                                                                                  | 31090              |           |      |